# Clusius-Enzian
Der Clusius-Enzian (Gentiana clusii), auch Stängelloser Kalk-Enzian, Echter Alpenenzian oder Kalk-Glocken-Enzian genannt, ist eine Pflanzenart aus der Gattung Enziane (Gentiana) innerhalb der Familie Enziangewächse (Gentianaceae).
Diese während der Blütezeit sehr auffällige Art besitzt eine einzelne Glockenblüte auf einem extrem kurzen Stängel.

## Beschreibung

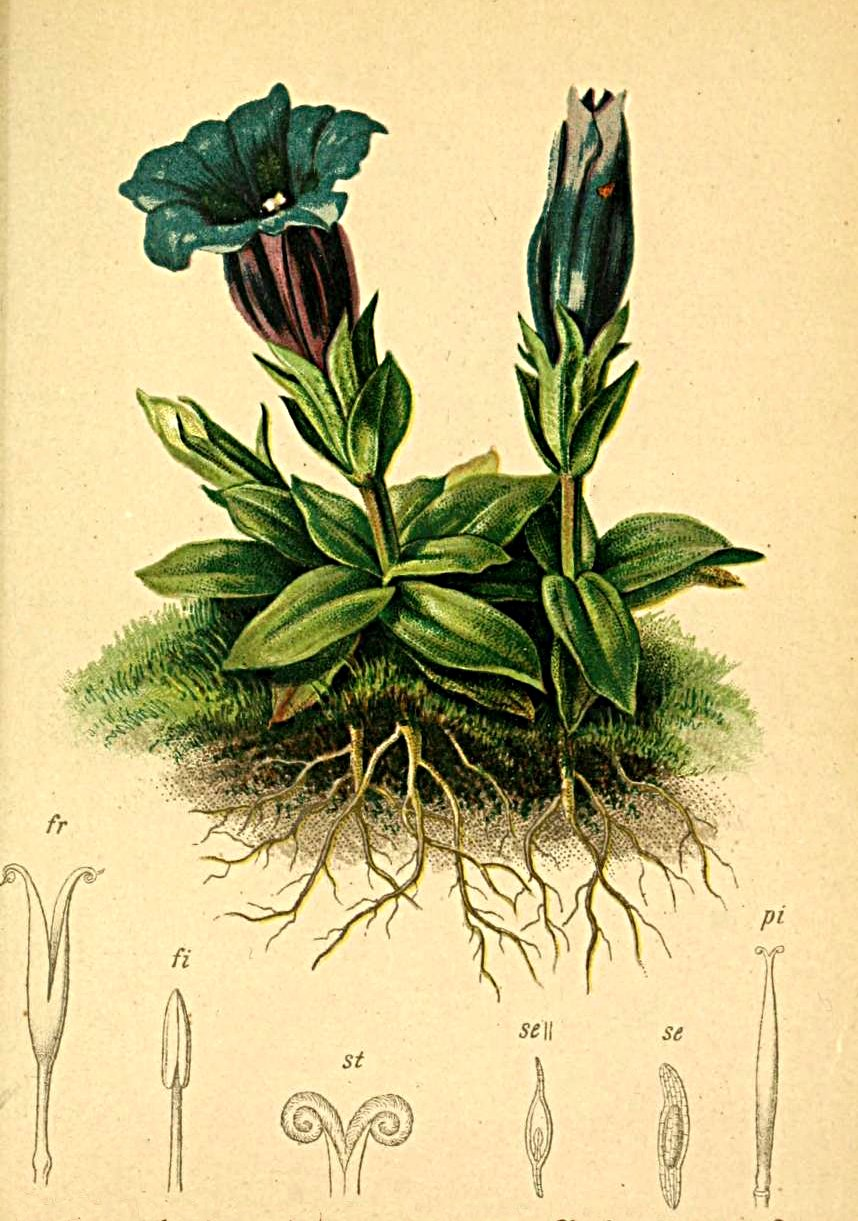
Illustration aus Atlas der Alpenflora

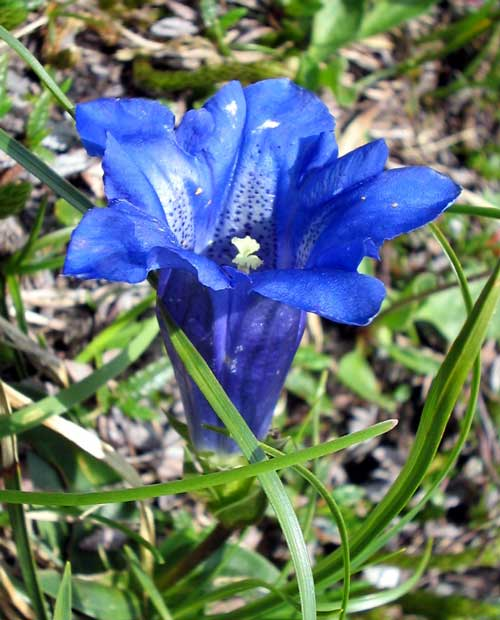
Blüte im Detail

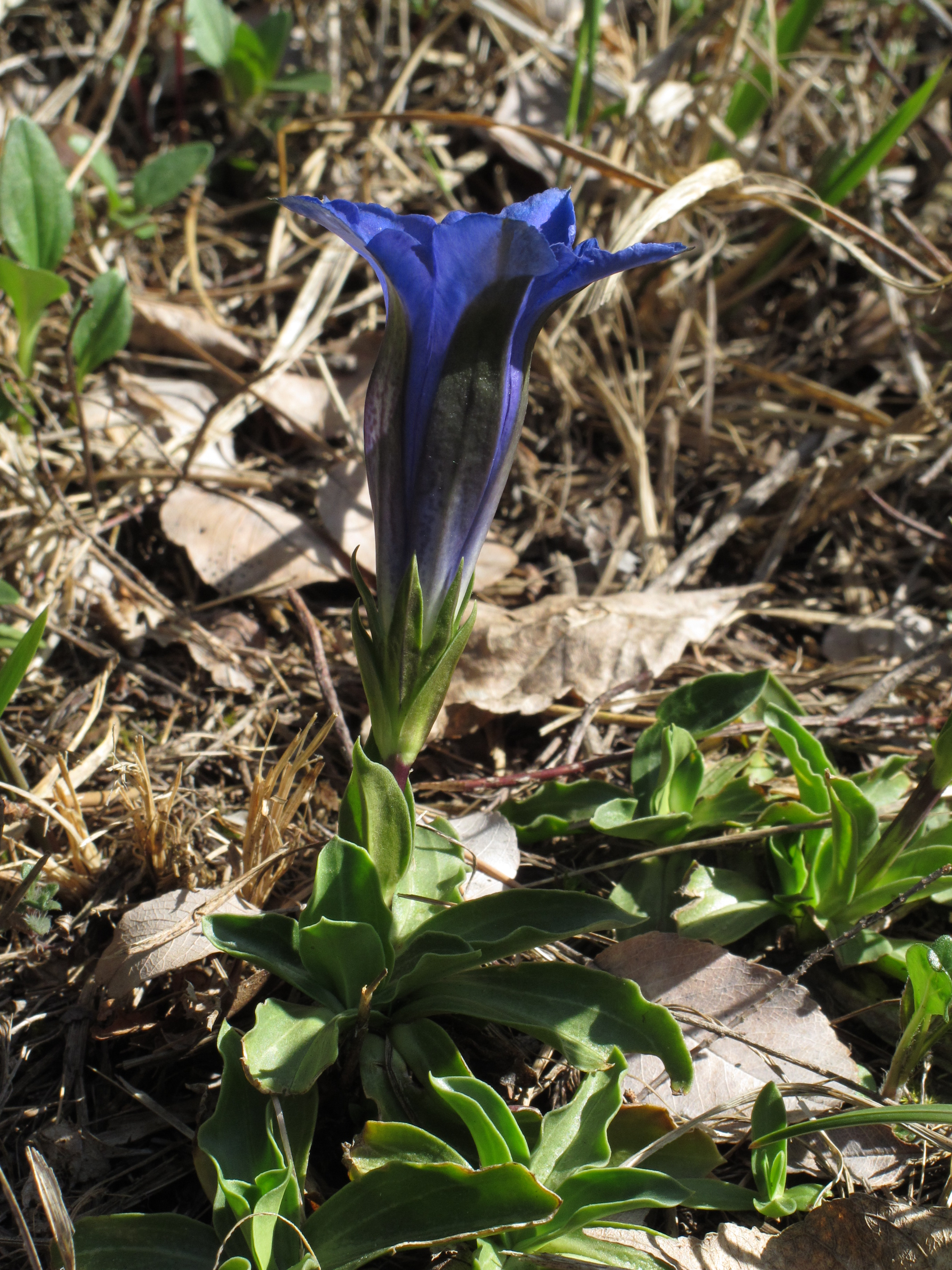
Habitus und Blüte

### Vegetative Merkmale
Der Clusius-Enzian ist eine überwinternd grüne, ausdauernde krautige Pflanze und erreicht Wuchshöhen von 5 bis 15 Zentimetern. Ein Stängel ist vorhanden, er ist aber sehr kurz.
Die Laubblätter sind in einer grundständigen Rosette angeordnet. Die einfache Blattspreite ist bei einer Länge von bis zu 5 Zentimetern breit-lanzettlich mit zugespitztem oberem Ende und sie ist meist an und unter der Mitte am breitesten. Die Blattspreiten fühlen sich ein bisschen ledrig und derb an. Stängelblätter sind nicht immer vorhanden, wenn, dann sind es bis zu drei Paare, und sie sind kleiner als die Grundblätter.

### Generative Merkmale
Die Blütezeit dauert etwa von Mai bis August. Die Blüten stehen einzeln und aufrecht.
Die zwittrigen Blüten sind radiärsymmetrisch und fünfzählig mit doppelter Blütenhülle. Die fünf Kelchblätter sind zu einer langen Kelchröhre verwachsen. Die fünf etwas abstehenden, an ihrem unteren Ende etwas eingeschnürten und scharf zugespitzten Kelchzipfel sind meist länger als die halbe Kelchröhre und die Kelchbuchten sind spitz. Die intensiv blaue und innen weißlich gestreifte oder deutlich dunkelblau gepunktete Blütenkrone ist 5 bis 6 Zentimeter hoch. Die fünf Kronblätter sind glockenförmig verwachsen. Die Staubfäden sind bandartig verbreitert und mit der Krone verwachsen. Die Staubbeutel sind zu einer Röhre verklebt. Der Griffel endet in Narbenlappen, die verbreitert sowie gefranst sind und einen kleinen Trichter bilden.
Die Kapselfrucht ist länglich, sitzend, am Grund verschmälert und (ohne Griffel gemessen) 6 bis 8 Zentimeter lang. Die braunen Samen sind bei einer Länge von etwa 1,5 Millimetern sowie einer Breite von etwa 1 Millimetern ellipsoid, ungeflügelt und netzrunzelig mit neun oder zehn Längswulsten.

### Chromosomenzahl
Die Chromosomenzahl beträgt 2n = 36.

## Ökologie
Beim Clusius-Enzian handelt es sich um einen überwinternd grünen Hemikryptophyten.
Bei sinkender Temperatur schließt sich die Blüte. Oft legt sich dann wie auch bei Nässe der Stängel mit der Blüte bis auf den Boden. Bestäuber sind Hummeln. Die fünf Nektartaschen am Blütengrund sind durch die Staubfäden voneinander getrennt, sodass ein besuchendes Insekt den Rüssel fünfmal eintauchen muss, um den gesamten Necktarvorrat der Blüte zu erhalten.

## Unterscheidung zuGentiana acaulis
Die beiden Glocken-Enziane mit sehr kurzen Stängeln, Clusius-Enzian (Gentiana clusii) und Kochscher Enzian (Gentiana acaulis), sind sich sehr ähnlich. Der Kochsche Enzian unterscheidet sich vom Clusius-Enzian jedoch eindeutig dadurch, dass er breitere Rosettenblätter und stumpfe Buchten zwischen den Kelchblättern hat und die azurblaue Blütenglocke am Schlund in der Regel mit fünf grünen Flecken versehen ist. Durch das Fehlen dieser Flecken wirkt der Clusius-Enzian intensiver blau. Die beiden Arten sind in ihrem Vorkommen weitgehend überschneidungsfrei, da Gentiana acaulis eine kalkmeidende Art ist und Gentiana clusii nur auf Kalk vorkommt. Der Botaniker spricht in solchen Fällen von vikariierenden Arten.

## Vorkommen und Schutz
Für Gentiana clusii gibt es Fundortangaben für Deutschland, Österreich, die Schweiz, Italien, Frankreich, Polen, die Slowakei, die Ukraine, Kroatien, Slowenien sowie Rumänien.
Der Clusius-Enzian ist in den Alpen, im Alpenvorland, im Jura, im Schwarzwald und in den Karpaten verbreitet. Er wächst auf mageren und kalkhaltigem Trockenrasen oder auf Kiesgrund. Er gedeiht von der montanen Tallage bis in eine alpine Höhenstufe in Höhenlagen von 2760 Metern.
Gentiana clusii ist eine Charakterart des Verbands Seslerion albicantis, kommt in Tieflagen aber auch in Pflanzengesellschaften des Verbands Mesobromion, Molinion oder Caricion davallianae vor.
Die ökologischen Zeigerwerte nach Landolt et al. 2010 sind in der Schweiz: Feuchtezahl F = 2+ (frisch), Lichtzahl L = 5 (sehr hell), Reaktionszahl R = 5 (basisch), Temperaturzahl T = 1+ (unter-alpin, supra-subalpin und ober-subalpin), Nährstoffzahl N = 2 (nährstoffarm), Kontinentalitätszahl K = 3 (subozeanisch bis subkontinental).
Der Clusius-Enzian steht, wie alle anderen Enzianarten, in Deutschland und Österreich unter Naturschutz.

## Systematik
Die Erstbeschreibung von Gentiana clusii erfolgte 1853 durch Eugène Pierre Perrier de la Bâthie und André Songeon in Bulletin de la Société d'Histoire Naturelle de Savoie. Chambery, S. 185. Das Artepitheton clusii ehrt den Arzt und Naturforscher Charles de l’Écluse. Ein Synonym für Gentiana clusii E.P.Perrier & Songeon ist Gentiana vulgaris (Neilr.) Beck.
Je nach Autor gibt es einige Unterarten:
- Gentiana clusii E.P.Perrier & Songeon subsp. clusii
- Gentiana clusii subsp. costei Braun-Blanq.: Sie kommt nur in Frankreich vor.[7]
- Gentiana clusii subsp. pyrenaica J.Vivant: Sie kommt in Spanien und Frankreich vor.[7]
- Gentiana clusii subsp. rochelii Halda: Sie kommt nur in der Slowakei vor.[7]
- Gentiana clusii subsp. undulatifolia Sünd.: Sie kommt nur in Italien vor.[7]

## Verwendung und kulturelle Bedeutung
Wie auch der Kochsche Enzian ist der Clusius-Enzian aus gärtnerischer Vermehrung in spezialisierten Gärtnereien erhältlich.
Mit dieser charakteristischen, im Verhältnis zum übrigen Pflanzenkörper extrem großen, leuchtend blauen Blüte wurde diese Enzianart zum Archetyp der Alpenblume und des Enzians schlechthin. Die meisten Abbildungen, auf denen Enzian ohne nähere Bezeichnung dargestellt wird, zeigen seine Blüten – unter anderem auch auf Etiketten von Schnaps- und Arzneimittelflaschen, obwohl dort niemals Bestandteile von Stängellosem Enzian, sondern fast immer Bitterstoffe aus den unterirdischen Pflanzenteilen großwüchsiger Arten wie beispielsweise des Gelben Enzians (Gentiana lutea) enthalten sind.